# Cape Sabine
Cape Sabine är en udde i Kanada.   Den ligger i territoriet Nunavut, i den nordöstra delen av landet, 3 700 km norr om huvudstaden Ottawa.
Terrängen inåt land är huvudsakligen kuperad, men söderut är den platt. Havet är nära Cape Sabine österut. Trakten är glest befolkad. Det finns inga samhällen i närheten.